# Gråbrun glasögonfågel
Gråbrun glasögonfågel (Zosterops ponapensis) är en fågel i familjen glasögonfåglar inom ordningen tättingar.

## Utbredning och systematik
Fågeln förekommer enbart på ön Pohnpei i Karolinerna. Tidigare behandlades den som en del av Zosterops cinereus. 

## Status
IUCN kategoriserar den som livskraftig.